# Koichi Uzaki
Koichi Uzaki (Japans: 鵜崎庚一, Uzaki Kōichi) (Tokio, 21 oktober 1935) is een Japans componist en muziekpedagoog.

## Levensloop
Uzaki studeerde aan de Tokyo National University of Fine Arts and Music bij onder andere Toshiro Ikeuti Tomozi, Yuzuru Shimaoka en Akio Yashiro. Vervolgens studeerde hij aan het Conservatoire national supérieur de musique te Parijs bij Tony Aubin (fuga) en Gyaron Noël (muziektheorie). Hij behaalde een eerste prijs fuga aan dit prestigieuze conservatorium. 
Hij was docent aan de Ochanomizu University in de wijk Bunkyo-ku van Tokio. Hij werd professor aan het Tokyo National University of Fine Arts and Music en later aan de "School of Music and Performing Arts" van de Kunitachi Ongaku Daigaku (Kunitachi Music University) in Tachikawa in de prefectuur Tokio. Nu is hij professor emeritus van deze universiteit. Tot zijn leerlingen behoren componisten zoals Shirotomo Aizawa, Ko Matsushita, Yuka Hamano Hunt en Tatsuko Ito.
Hij is lid van de Association of Composers and Authors en de Japanse research gezelschap voor de rechten van auteurs en componisten. 
Als componist schreef hij werken voor orkest, harmonieorkest, koren, liederen, piano en kamermuziek.

## Composities

### Werken voor harmonieorkest
- Atomosufea, voor koperensemble
- Japanese melodies, voor harmonieorkest of koperensemble
- Kama lard, voor koperensemble
- Konsoreshon, voor koperensemble

### Vocale muziek
- Akikaze, voor zangstem en piano - tekst: Tsumura Nobuo
- Corcovado, voor zangstem en piano

### Werken voor koren
- Sunday smell of apricot flowers, voor gemengd koor - tekst: Fuyuji Tanaka
- Flower Flow, voor gemengd koor - tekst: Takuji Ote

### Kamermuziek
- 1966 Sonatine, voor dwarsfluit en piano
- Chapter 3, voor trompet en piano
- The Five Scenes for four Trombones, voor vier trombones

### Werken voor piano
- 1994 Chorale and Fugue on a Theme and melody of Gabriel Fauré
- 1994 Mother told me the story
- 1994 Night Song
- 1994 People sing the hymn
- 2002 Ballad
- 2007 Aubade
- 2007 In the land of Dreams, suite
- Burugumyura Études
- Harmony is a Starry Light in the Winter Night Skies